# تاتيانا تروينا
تاتيانا تروينا مواليد 30 يونيو 1981 في مينسك، هي لاعبة كرة سلة بيلاروسية. تلعب في الدوري البولندي لكرة السلة للسيدات. يبلغ طولها 6 قدم 2 بوصة (1.9 م). مثلت منتخب بلادها. شاركت في دورة الألعاب الأولمبية الصيفية سنة 2008.

## سجل المنافسة
شاركت في المنافسات التالية:
- الألعاب الأولمبية الصيفية 2008
- الألعاب الأولمبية الصيفية 2016
- كأس العالم لكرة السلة للسيدات 2014

## روابط خارجية
- تاتيانا تروينا على موقع الاتحاد الدولي لكرة السلة (الإنجليزية)
- تاتيانا تروينا على موقع كرة السلة الأوروبية.كوم (الإنجليزية)
- تاتيانا تروينا على موقع كلية كرة السلة في سبورتس رفرنس.كوم (الإنجليزية)
- تاتيانا تروينا على موقع بروبوليرز (الإنجليزية)
- تاتيانا تروينا على موقع سبورتس رفرنس (الإنجليزية)
- تاتيانا تروينا على موقع أوليمبيديا (الإنجليزية)